# Mykoła Semenyszyn
Mykoła Semenyszyn (ur. 29 maja 1982 w Hłybokim) – ukraiński biskup greckokatolicki obrządku bizantyjsko-ukraińskiego, eparcha pomocniczy iwano-frankiwski od 2023.

## Życiorys
Święcenia kapłańskie otrzymał 29 maja 2005 i został inkardynowany do archieparchii iwano-frankiwskiej. Był m.in. wicerektorem seminarium w Iwano-Frankiwsku, sekretarzem kard. Lubomyra Huzara oraz ojcem duchownym seminarium w Kijowie.
Został wybrany biskupem pomocniczym archieparchii iwano-frankiwskiej. 27 października 2022 papież Franciszek zatwierdził ten wybór i nadał mu stolicę tytularną Iunca in Mauretania. Chirotonii biskupiej udzielił mu 15 lutego 2023 w katedralnym soborze Zmartwychwstania Chrystusa w Iwano-Frankiwsku abp Swiatosław Szewczuk, zwierzchnik Kościoła bizantyjsko-ukraińskiego.